# Neastacilla leucophthalma
Neastacilla leucophthalma är en kräftdjursart som beskrevs av Oleg Grigor'evich Kussakin 1971. Neastacilla leucophthalma ingår i släktet Neastacilla och familjen Arcturidae. Inga underarter finns listade i Catalogue of Life.